# Fontaine-le-Port
Fontaine-le-Port är en kommun i departementet Seine-et-Marne i regionen Île-de-France i norra Frankrike. Kommunen ligger i kantonen Le Châtelet-en-Brie som tillhör arrondissementet Melun. År 2022 hade Fontaine-le-Port 1 014 invånare.

## Befolkningsutveckling
Antalet invånare i kommunen Fontaine-le-Port
| Referens: INSEE |